# Gévaudan

Localizzazione del Gèvaudan

Arma del Gèvaudan

Il Gévaudan (Gavaudan o Gevaudan in occitano) designa un'antica provincia francese, esistita come tale fino alla Rivoluzione francese, allorché essa divenne il dipartimento del Lozère, che ne segue molto approssimativamente i confini. Essa si trova nell'attuale regione dell'Occitania.

## Storia

### Neolitico

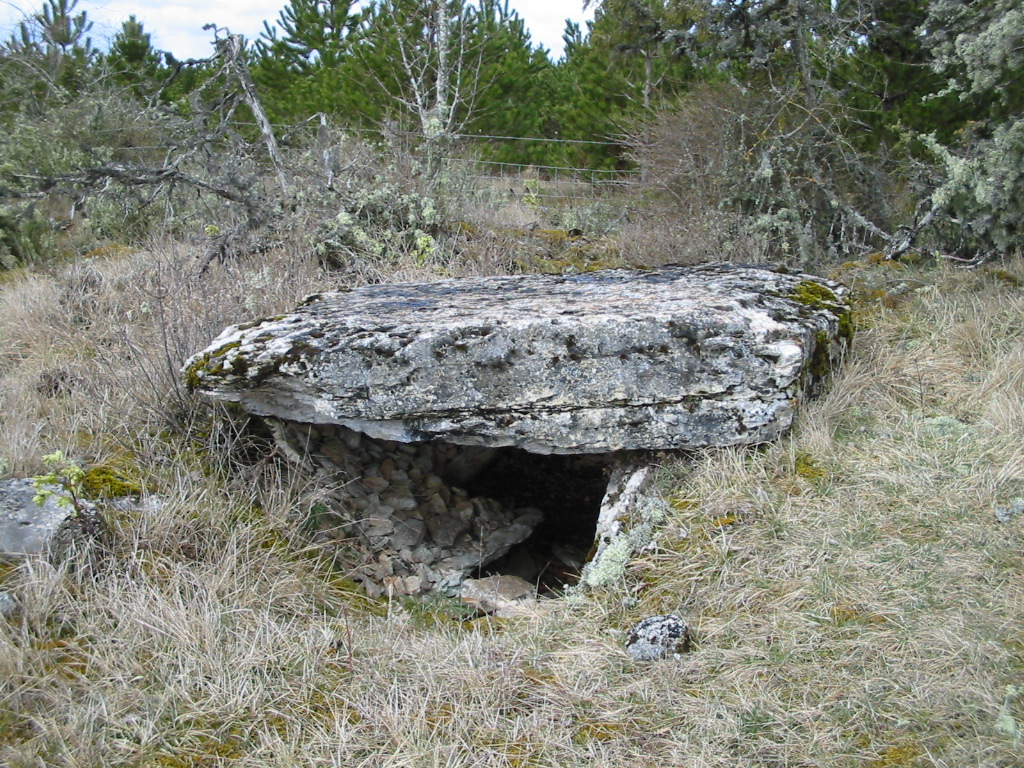
Un dolmen a Bramonas.

La zona del Gévaudan presenta una forte concentrazione di monumenti megalitici quali menhir e dolmen. Con i suoi 154 menhir di granito, la Cham des Bondons è la seconda area in Europa per concentrazione di tali monumenti dopo Carnac in Bretagna.

### I periodi gallo e gallo-romano
Il termine Gévaudan proviene dal nome del popolo gallo dei Gabali; alleati di Vercingetorige durante il periodo della conquista della Gallia da parte di Gaio Giulio Cesare furono incaricati dagli Arverni di combattere gli Elvi, alleati dei Romani, che perdettero allora molti dei loro capi. Con i Cadurci ed i Vellavi formarono un contingente di 35.000 uomini che andò in soccorso di Vercingetorige durante l'assedio di Alesia.
Durante il periodo gallo-romano quattro città sono note come importanti: la capitale Anderitum (divenuta poi Javols), Condate (Chapeauroux, che effettuava il collegamento con la valle del Rodano), Gredone (Grèzes, la fortezza dei Gabali, vicina al luogo di culto installatosi a Saint-Bonnet-de-Chirac) e Adsilanum (una postazione sull'altipiano dell'Aubrac, la via verso Segodunum, oggi Rodez).
Plinio il Vecchio sostiene che i Gabali fabbricavano un formaggio molto apprezzato a Roma.
Il Gévaudan ha sempre cercato di mantenersi indipendente dall'Impero romano ma ciò nonostante fu annesso alla Gallia Narbonense sotto l'egida di Nemausus, l'odierna Nîmes.
Nel III secolo gli Alemanni entrarono nel territorio dei Gabali e ne occuparono la capitale Gabalum, nota poi anche come Anderitum, che andò completamente distrutta.
Gli Alemanni posero senza successo l'assedio alla fortezza di Grèzes, ove si erano rifugiati gli abitanti. Per cercare di farli uscire martirizzarono il loro vescovo san Privato, che accettò la sua sorte. Secondo Gregorio di Tours, Privato si sarebbe rifiutato di tradire il suo popolo nonostante i supplizi che dovette subire. Estenuati dal lungo assedio e demoralizzati dall'insuccesso, gli Alemanni decisero di lasciare il territorio gabalo, promettendo agli abitanti la pace.. Quanto a Privato, egli soccombette alle ferite subite il giorno appresso. La sua tomba divenne meta di pellegrinaggi ed è attorno ad essa che si sviluppò la città di Mende, futura sede del vescovo del Gévaudan.

### Alto medioevo

Antica arma della provincia del Gévaudan

La provincia appartenne all'Impero romano fino al 472: terminata così la Pax romana, i Visigoti presero possesso del territorio con il loro re Eurico. Ma i Visigoti furono sconfitti da Clodoveo I a Vouillé nel 507 e respinti fino a sud della Cevenne. Essi s'installarono in Settimana ed il Gévaudan divenne la zona più a sud del regno franco di Austrasia (511).
Ma il Gévaudan subì le divisioni fra i principi merovingi. La leggenda della principessa Enimia, sorella o forse nipote, secondo alcune fonti, sebbene la versione di sorella sia la più corrente, di Dagoberto I è datata in quell'epoca.
Nel 688 il Gévaudan fu riunito agli Stati del ducato d'Aquitania e nel 732 fu saccheggiato dai Saraceni.
Nel 767, Pipino il Breve, che aveva appena distrutto il reame aquitano di Tolosa, annesse il Gévaudan alle sue terre. La contea passò a suo figlio Carlo, il futuro Carlo Magno.
Quest'ultimo riorganizzò il paese in pagus, così nacque il Pagus Gabalitanus, altrimenti detto pays gabale (paese gabalo). Ogni pagus era diviso in vigueries e il Gévaudan ne ebbe otto: Banassac (ove i re franchi battevano moneta), Grèzes (e la sua antica fortezza), Miliac (vicino a Langogne), Valdonnez, Chassezac, Vallée du Tarn, Dèze (e l'insieme della Vallée Longue) e Vallée-Française.
Se ne può aggiungere una nona, quella fra i due Gardons, dei quali Saint-Jean-du-Gard era nel Gévaudan. Quella di Dèze, dipendeva molto da Nîmes. È possibile che i diversi testi parlino di queste vigueries omettendone qualcuna (il capitolo di Mende rivendicherà successivamente Peyre, Châteauneuf, Auroux e Serverette).

### Medio Evo
A poco a poco il Gévaudan si ritrovò contea, pur trovandosi sotto la tutela della contea di Tolosa (divenuta Contea di Barcellona). Nel corso degli anni la contea di Tolosa passò sotto la tutela dei sovrani d'Aragona, contea di Barcellona, di cui si ritrova l'arme nel blasone.
Intanto nel XIV secolo il vescovo di Mende, Aldeberto III du Tournel ottenne, grazie ad una Bolla d'oro regia, le prerogative regie e temporali sulla città di Mende per sé e per i suoi successori. Queste regalie furono rapidamente estese all'insieme del Gévaudan tramite la diocesi di Mende. La contea del Gévaudan si divise in numerose vicecontee.

#### Governo del Gévaudan medievale
La contea del Gévaudan
Dopo la morte di Guglielmo I, il Pio, duca di Aquitania, tre famiglie si disputarono il potere: i conti d'Alvernia, i conti di Tolosa ed i conti di Poitiers. Nelle numerose città del sud-ovest della Francia, i visconti, semplici funzionari nominati dal duca, ne approfittarono per acquisire una relativa indipendenza, poi l'ereditarietà della loro carica ed infine il titolo comitale. La contea del Gévaudan, che appariva tale intorno al 960, scomparve verso il 1030, rimpiazzata da numerose vicecontee.
Il vescovo di Mende
La bolla d'oro, ottenuta da Aldeberto, conferì a poco a poco il titolo di conte ai vescovi. Il Gévaudan venne diviso in tre parti: le terre del re (e la loro città principale, Marvejols), la terra del vescovo (Mende) e la terra comune (amministrata dai baroni).
Gli stati particolari del Gévaudan
Nel XIV secolo il Gévaudan venne inglobato nella Linguadoca. Intanto, oltre a questo governo centrale, la provincia disponeva di un suo governo specifico. Per quanto concerne gli Stati della Linguadoca, il Gévaudan era rappresentato dal vescovo (sostituito dal suo vicario generale in caso di sua assenza), uno dei baroni, l'amministratore generale della diocesi di Mende ed i consoli di Mende e di Marvejols. La scelta del barone avveniva cambiando ogni anno a turno secondo un ordine prestabilito.
Gli Stati particolari del Gévaudan volevano essere rappresentativi dei tre ordini sociali. Per la Chiesa, erano presenti o rappresentati: un canonico (designato dal capitolo, la  Dômerie d'Aubrac, il priore del monastero di Santa Enimia e di Langogne, la Commenda di Palhers e il signore di San Giovanni (il titolare della commenda di Gap-Francès).
Per la nobiltà si ritrovavano gli otto baroni ed i dodici gentiluomini qui sotto elencati, mentre il Terzo Stato era rappresentato da tre consoli di Mende ed un console per ciascuna delle seguenti città: Chirac, La Canourgue, Saint-Chély-d'Apcher, Saugues, Malzieu, Florac, Ispagnac, Sainte-Enimie, Châteauneuf-de-Randon, Serverette, Saint-Étienne-Val-Francesque, Langogne, Portes, Barre e Saint-Alban. Il mandamento di Nogaret, con un suo statuto tutto particolare, aveva anche un suo rappresentante del Terzo Stato.
Le baronie del Gévaudan
Il Gévaudan possedeva otto baronie, tra le più ricche della Linguadoca: Apcher, Canilhac, Cénaret, Florac, Mercœur, Peyre, Randon et Tournel. Queste baronie avevano sovrani con titoli diversi di signoria, Barone, Duca o Marchese.
Le dodici signorie principali
A queste otto baronie si aggiunsero dodici signorie storiche che nel corso degli anni raggiunsero il medesimo rango delle otto baronie: Montauroux, Saint-Alban, Servières, Montrodat, Mirandol, Barre, Gabriac, Portes, Séverac, Arpajon, La Garde-Guérin et Allenc.

### Epoca moderna
Sotto l'Ancien Régime il Gévaudan equivaleva dunque alla diocesi di Mende e si trovava nella provincia di Linguadoca. Ciò fino al 1790, allorché la Francia fu suddivisa in dipartimenti. Il Gévaudan si ritrovò quindi nel dipartimento di Lozère, con l'eccezione del cantone di Saugues che fu annesso al dipartimento dell'Alta Loira, ma con l'inserimento delle città di Meyrueis et de Villefort.

## Geografia
Il Gévaudan è situato ai confini della Linguadoca e dell'Alvernia. Storicamente i Gabali erano attorniati dagli Elvi ad est, dai Vellavi e dagli Arverni al nord, dai Ruteni ad ovest e dai Volci a sud. Al confine con l'Alvernia, tra il 1764 e il 1767, si avvicendarono una serie di stragi di pastori e contadini, soprattutto giovani donne e bambini, perpetrati da una serie di bestie antropofaghe, comunemente identificate come un singolo lupo antropofago, noto come la bestia del Gévaudan. In realtà furono almeno due le "bestie" colpevoli di questo terrore; la prima fu il lupo di Chazes e la seconda il lupo di Chastel. Insieme uccisero presumibilmente più di 130 persone. 

## Lingua locale
La parlata del Gévaudan (nei secoli più recenti) fa parte dei linguaggi occitani.
Secondo Jules Antoine Ronjat esso costituisce un occitano in en cha (benché gran parte dei suoi tratti siano quelli del dialetto della Linguadoca, egli si pone a nord dell'isoglossa ca~cha).
La sua sintassi è stata studiata da Charles Camproux.
Il Gévaudan ha conosciuto numerosi autori in lingua occitana. Si ritrovano anche tre trobairitz (trovatori) che sono presenti nella Storia della letteratura: Almucs de Castelnau, Iseut de Capio e Azalaïs d'Altier.
Fra gli autori del XX e XXI secolo si noteranno Félix Remize (1865-1941, detto lo grelhet), Joseph Valette, Émile Tichet.
Una scuola felibrista, l'Escolo Gabalo, effettua un lavoro di studio e diffusione della lingua locale pubblicando dizionari, almanacchi, etc.